# Facção Central
Facção Central är en brasiliansk rapgrupp, bildad 1989 i São Paulo.

## Diskografi
- “Juventude de Atitude” (1995)
- “Estamos de Luto” (1998)
- “Versos Sangrentos” (1999)
- “A Marcha Fúnebre Prossegue” (2001)
- “Direto do Campo de Extermínio” (2002)
- „Facção Central Ao Vivo” (2005)
- “O Espetáculo do Circo dos Horrores” (2006)